# BLG-120
A BLG-120 é uma bomba aérea lança-granadas de 120 kg desenvolvida no Brasil, tem efeito antipessoal, anticarro (baixa blindagem) e antimaterial. É usada contra alvos dispersos sobre uma área, permitindo o ataque a baixa ou grande altura, em alta ou baixa velocidade, de acordo com o perfil do alvo. Isso permite maior possibilidade de evasão da aeronave lançadora e probabilidade de acerto. Sua carga bélica é composta por 86 munições. 
Depois do lançamento da bomba, decorrido um tempo pré-selecionado, uma carga oca é acionada pela espoleta, abrindo o revestimento e liberando as granadas. As granadas são espalhadas pela área por centrifugação para maximizar o efeito.
Por seu baixo peso, estas bombas são usadas nos Tucanos, mas também podem ser empregadas nos Xavantes, Super Tucanos, F-5 e AMX da Força Aérea Brasileira. 

## Dados da BLG-120
- Velocidade de lançamento(kt): 180 a 520
- Altura de lançamento(ft): 600
- Comprimento total(m): 2,118
- Diâmetro(m): 0,292
- Envergadura(m): 0,510
- Massa total(kg): 120
- Espoleta de Ogiva Mecânica